# Église Saint-Martin de Bachac
 (décembre 2013).
Si vous disposez d'ouvrages ou d'articles de référence ou si vous connaissez des sites web de qualité traitant du thème abordé ici, merci de compléter l'article en donnant les références utiles à sa vérifiabilité et en les liant à la section « Notes et références ».
L'église Saint-Martin de Bachac est une église catholique française située sur la commune de Ruffiac, dans le département de Lot-et-Garonne, en région Nouvelle-Aquitaine.

## Localisation
L'église est isolée au milieu des terres agricoles, autrefois propriété de la noblesse, à quelque deux cents mètres du château de Bachac dans la même commune.

## Historique
Son histoire est liée au château de Bachac et à celle de la Famille de Brocas de Lanauze.
Colin de Brocas (de Figuès) fut capitaine d’une compagnie de cavalerie franche. Il a partagé avec ses frères Bernard, Augier et Étienne, dans la paroisse de Figués, au duché d’Albret, les biens de leur père, Noble Guilhem de Brocas, mort avant le 14 février 1566. Ses biens consistaient en maisons, terres labourables, vignes, prés, bois et landes, situés dans les paroisses de Figuès, Saint-Loubert, Esquerdes, Bachac, Ruffiac, Cours (Cours-les-Bains), La Couture (près de Romestaing), Romestaing, Masseilles, Lavasan (Lavazan) et Marions.

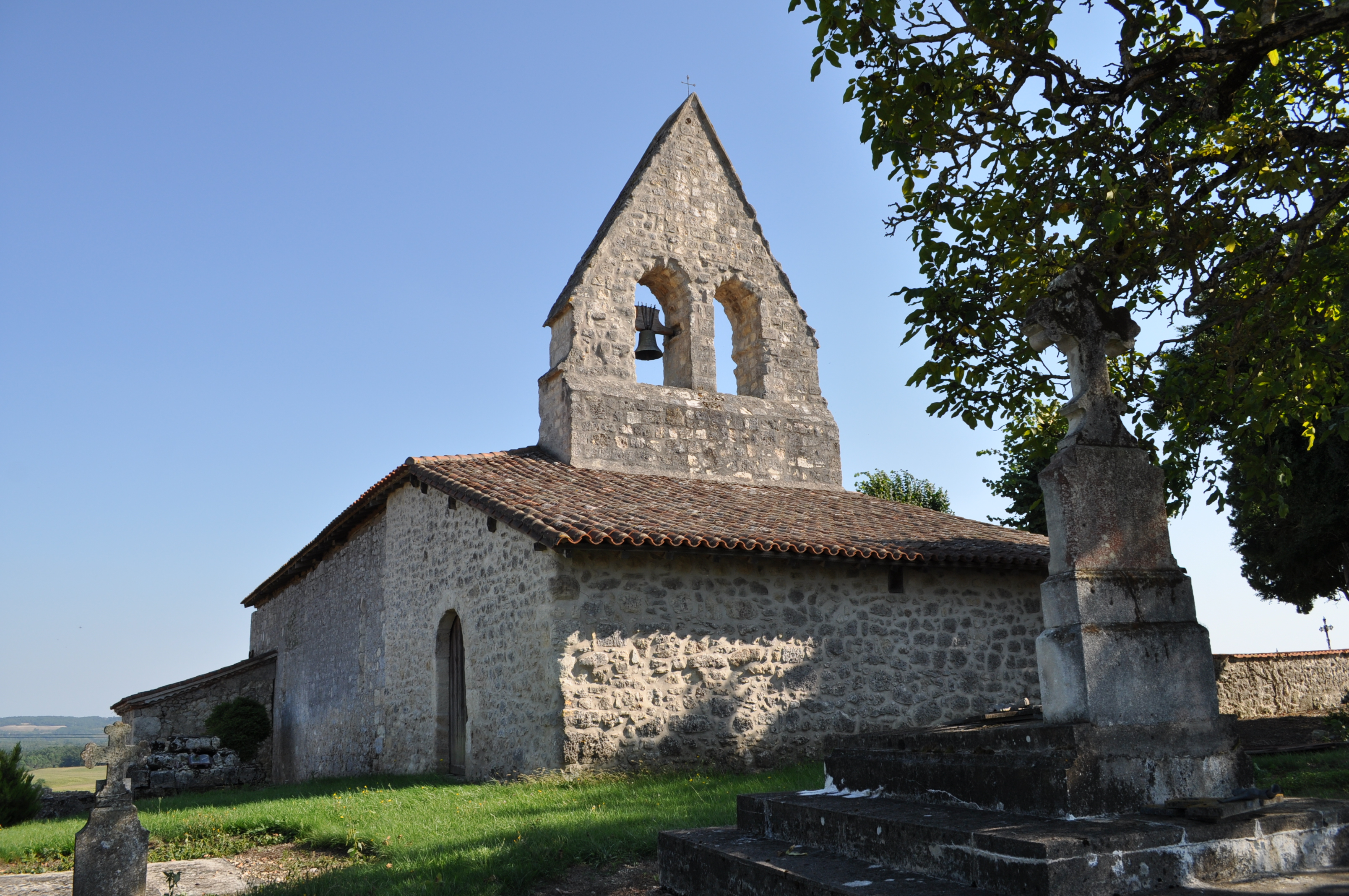
Vue depuis le cimetière
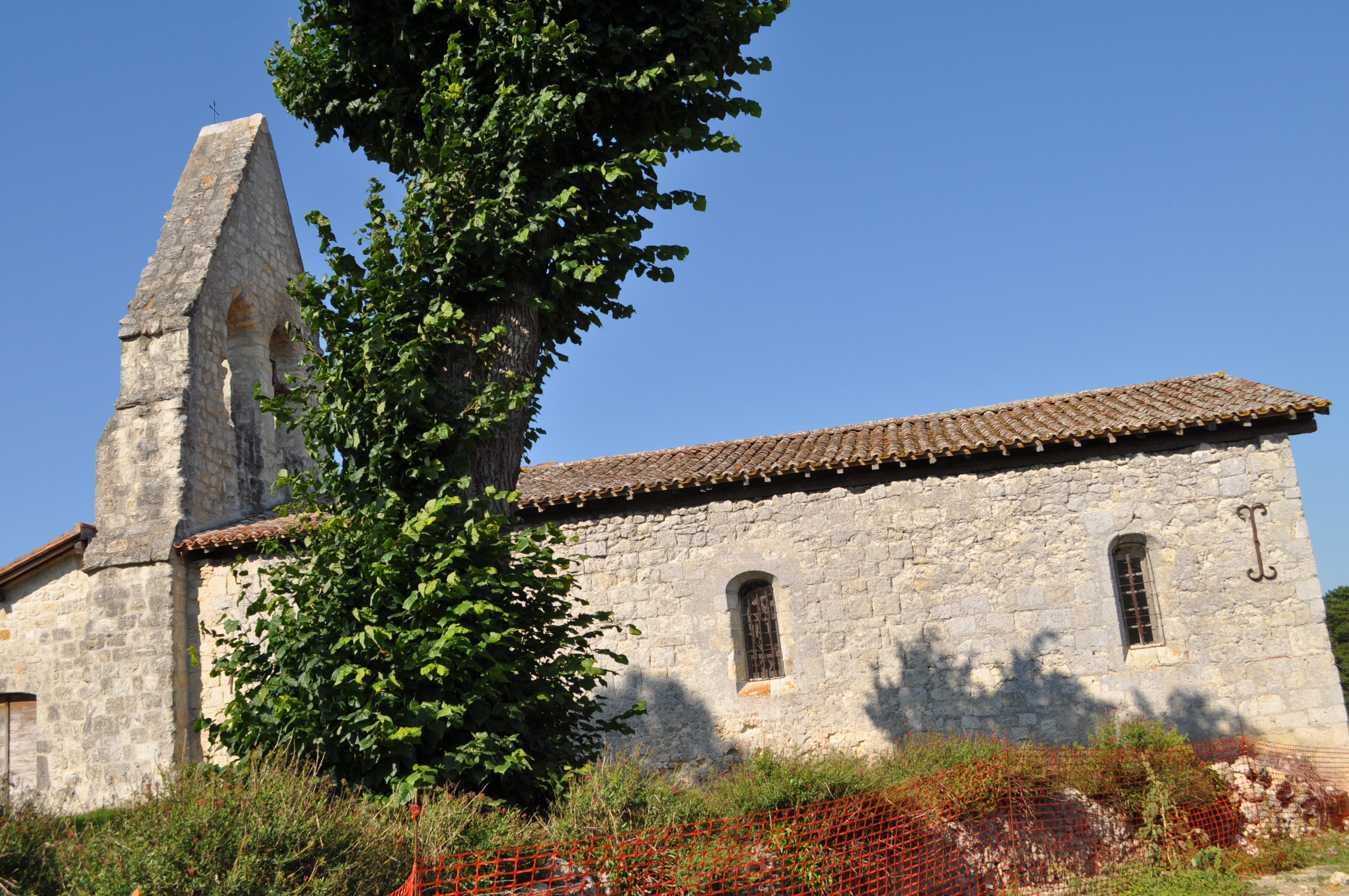
Vue sud
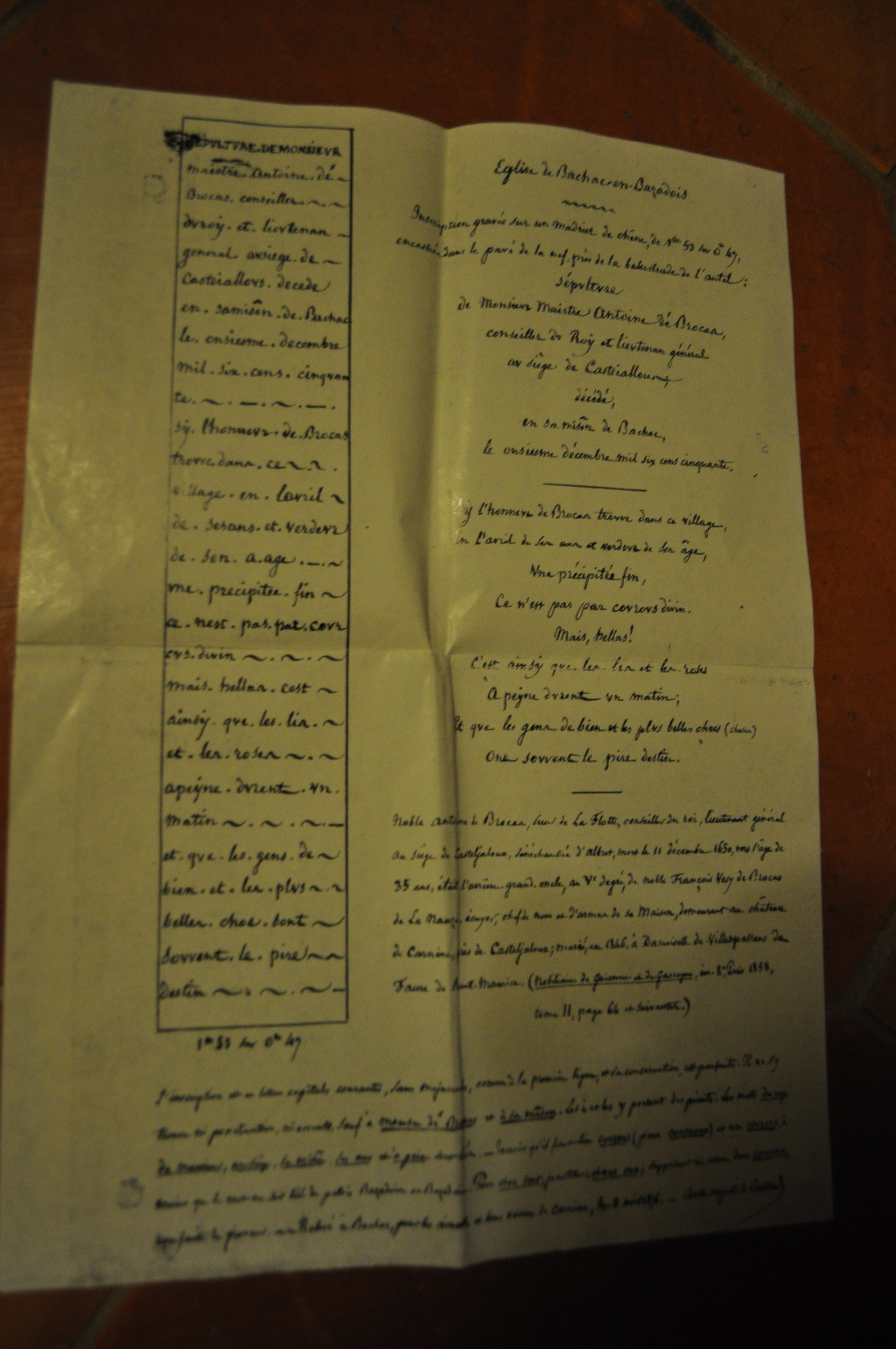
Document[D'où ?] de l’inscription sur la pierre tombale[Laquelle ?]